# Sancho III de Vasconia
Sancho III (en euskera: Antso , Sanzio, Santio, Sanxo, Santzo, Santxo, o Sancio; en francés: Sanche; Gascon: Sans), llamado Mitarra (del árabe para "terror" o "el terrible"), Menditarra ("el montañero" en vasco), fue Duque de Vasconia en un periodo muy oscuro de su historia entre 864 y 893. Fue duque probablemente de 872 a 887. Está rodeado por el misterio y la leyenda, pero es considerado como un gran luchador de la Reconquista elegido para su cargo a medida que el poder Carolingio se debilitaba frente a los Gascones. Ascendió al trono tras la muerte en combate de su primo Arnaldo.
Su genealogía es oscura, pero probablemente era hijo de Sancho II Sánchez. Hay mucha confusión entre las fuentes sobre la identidad de Sancho Mitarra. Algunos dan ese sobrenombre a Sancho II, mientras otros se lo conceden a Sancho III. Algunos consideran a este último Mitarra Sancho y lo consideran hijo del anterior. Parece probable que estos dos Sanchos estuvieran emparentados. Genealogías "fantasmagóricas" le asignan ascendencia Castellana.
Durante el reinado de Sancho III, Gasconia se convirtió en independiente de facto, no debiendo lealtad al Rey de Francia. Resolvió los ataques Vikingos en la boca del Adour y los puso bajo control. Fue sucedido por su hijo o, más probablemente, hermano García II Sánchez.